# أحمد عبد الحي
أحمد عبد الحي عيسى، لاعب كرة قدم قطري من أصول مصرية يلعب كظهير أيمن في نادي الخريطيات القطري.

## مسيرة اللاعب
لعب في نادي الخريطيات ونادي سموحة.